# Musica applicata
Per musica applicata si intende quella musica creata in “funzione di altro”, si tratti di un'espressione artistica (come nel caso di un'installazione d'arte, per esempio, o in quello di film considerati d'autore), o no (il jingle per uno spot pubblicitario, la musica per un videogioco, la suoneria di un modello di telefono cellulare, ecc.). 
Nel termine generico “musica applicata” si tende a comprendere sia un componimento solamente strumentale, sia una canzone frutto dell'unione di una parte musicale e una parte letteraria (il testo). Da ciò discende che un brano cantato che preveda un testo viene considerato come un'entità unica e che, quindi la parte musicale di una canzone non viene considerata come musica applicata nei confronti del proprio testo. Esattamente nello stesso modo, non viene considerata musica applicata la musica creata per il ballo o la danza, non cogliendosi di fatto alcuna distinzione tra musica creata “per essere cantata” (come nel caso di una canzone) e musica creata “per essere ballata” (come nel caso del balletto classico o moderno, ma anche di qualsiasi ballo popolare in ambiti non colti). 
Qualsiasi composizione che nasca come musica NON applicata può diventarlo in seguito: è il caso ad esempio di moltissimi brani di musica leggera o classica usati nei jingles pubblicitari, o in colonne sonore cinematografiche, non espressamente composti per tale uso.
D'altra parte esiste musica, nata come applicata, che ha fatto il percorso inverso, è il caso ad esempio di musica creata come colonna sonora cinematografica, ma che poi, in qualche modo rielaborata, è diventata un'opera con una propria autonomia artistica svincolata dall'ambito (non solo dalla modalità di diffusione) per la quale era stata composta. È il caso ad esempio della Cantata per mezzosoprano, coro e orchestra, op 78 di Sergej Prokof'ev, rielaborazione della colonna sonora scritta dal compositore russo per il film Aleksandr Nevskij, oppure della versione in chiave disco music (ad opera del produttore Meco Monaldo) della colonna sonora del film Star Wars.
Vale la pena di sottolineare che tale tipo di musica, in ambiti accademici, è sempre stata considerata alla stregua della musica "leggera" o di consumo. Non quindi reale espressione artistica. Questo perché per molti risulta inaccettabile l'idea che l'arte, intesa come espressione di libera creatività, possa essere vincolata ad una specifica destinazione.
Per questo motivo, ad esempio, Igor' Fëdorovič Stravinskij fu duramente criticato dal filosofo Theodor Adorno per essersi "sottomesso al volere" dell'impresario Sergej Djagilev componendo la musica per i balletti L'uccello di fuoco, Petruška, La sagra della primavera e Apollon musagète. Fortunatamente questo non ha impedito ai maggiori compositori del '900 di scrivere per il cinema o per il teatro. Tra di essi si ricordano George Gershwin, Aaron Copland, Leonard Bernstein, Sergej Prokof'ev e Dmitrij Šostakovič. 
Tale tendenza viene oggi messa in discussione dall'istituzione, in ambito accademico, di corsi e insegnamenti specifici dedicati alla musica applicata.